# 川口俊介
川口 俊介（かわぐち しゅんすけ、1974年12月28日 - ）は、NHK（日本放送協会）のテレビプロデューサー。埼玉県所沢市出身。日本大学芸術学部写真学科卒業。

## 経歴
埼玉県所沢市出まれ。明法高等学校、日本大学芸術学部写真学科を卒業。同級生に写真家の清水隆行、脚本家の荒井修子、山陰中央テレビアナウンサー竹内こまえ、青森放送アナウンサー小林あずさ、メディアプロデューサーの金子正男がいる。
1998年、NHKサービスセンターに入社。スチルカメラマンとして『朝の連続テレビ小説』や『NHK大河ドラマ』に長年関わる。NHK発行のテレビ情報誌『ステラ』を担当、表紙撮影を数々経験。
どうすればドラマが売れるか自分なりの答えがあったことからスチルカメラマンの経験を生かして、NHK広報部に所属。
2018年からドラマ部に所属。プロデューサー作品として『半分、青い。』を担当。NHKでは初めてのドラマ部所属の広報プロデューサーという位置づけとして積極的なSNS戦略が話題となりニュースメディアに注目、取り上げられる。川口がドラマ部に移籍するまではプロデューサーが広報も担当していて仕事量が膨大になっていた。そこで広報経験ある川口に声がかかったという経緯。 
2022年、『鎌倉殿の13人』では大河ドラマではSNSを積極的に活用した異例のキャスト発表方法が話題となる。さらに脚本家の三谷幸喜がおもしろおかしく鎌倉時代と人物相関図を説明するPR動画が優れた映像コンテンツとして注目を集め、SNS、公式サイトの動画、ネットニュースと展開された。『ちむどんどん』では一介の広報プロデューサーに縛られずSNSや地方創生、他プロジェクトとミックスする意味の「展開プロデューサー」という肩書きと称される。
現在はドラマなどのロケ地（NHKでは「ご当地」と呼ぶ）の町おこしにも尽力し、地方を盛り上げている。

## 『半分、青い。』広報戦略
- 記者会見を変えた。ヒロインの記者会見を登壇形式にするのではなくて、階段部屋に変更。狭い部屋を使うことで距離を近づけて記者と役者の空気感を大切にした[6]。
- 関連本をたくさん出した。オンエア前に複数の出版社からガイド本が出る大河ドラマに倣い、朝ドラもいつもの媒体だけでなく新規の媒体からも出版してもらった。書店の展開を狙い、内容も競合することで切磋琢磨させた。まとめのムック本のみならず、豊川悦司が演じる秋風羽織の本や、スピンオフ漫画の本、佐藤健演じる律に特化した写真集を発売。書店で『半分、青い。』コーナーが出来た[6]。
- 放送前後の番組と連携した。朝のニュース『おはよう日本』で“朝ドラ渡し”、『あさイチ』で“朝ドラ受け”。昼の再放送後でも『ごごナマ』で“朝ドラ受け”と連動させた[6]。
- ご当地を盛り上げた。朝ドラをきっかけに町おこし、地元の方にはその土地のいいところを再発見を狙うため積極的に来た人たちが満足したものをTwitterやインスタで上げてくれることを提案[6]。
- 脚本家・北川悦吏子のTwitterで放送と合わせてオンタイムで視聴者とのやり取りが話題となる[6]。

## 『鎌倉殿の13人』広報戦略
- 2016年『真田丸』で脚本家・三谷幸喜とタッグを組んだ川口は、次回作の『鎌倉殿の13人』を“三谷大河”と銘打って、ウェブ媒体、SNSを通じた攻めの広報、全国各地で毎週イベント開催と強化。『真田丸』のスタイルを意識的に進化させた。ポイントはメディアやファンの熱量が上がるように、ドラマの内容をただ伝えるだけでなく、広報やイベントそのものを魅力的なコンテンツとして作る執念を心掛けた。三谷幸喜と、このスタイルに相性が良いと確信した[9]。
- 異例のキャスト発表を仕掛ける。公式Twitterを中心に1日4～5人ずつ時間をおいて発表。脚本の三谷幸喜が一人ずつ名前を読み上げる動画が公開され、優れた映像コンテンツとして注目を集めた。さらに鎌倉時代という馴染みのない時代と各登場人物の関係性をおもしろおかしく説明する三谷の会見に、教育バラエティ番組を観ているような面白さがあった、キャスト発表がテレビドラマ史で斬新だったと注目された。川口はインタビューで「コロナ禍の影響で、製作発表会見などの情報が紙でリリースされるケースが増えているが、媒体さんにはそれだけでは熱量が伝わりづらい。僕らはただ発表をすればいいのではなくて役者さんの意気込みをきちんと届けないといけない。結果としてそれが今回の形になりました」と答えている。[10]。

## 作品

### テレビ
※注意書きがないものはNHK放送
- 『まれ』（2015年） - 広報[11]
- 『真田丸』（2016年） - 広報[12]
- 『半分、青い。』（2018年） - プロデューサー[6]
- 『なつぞら』（2019年） - プロデューサー[3]
- 『エール』（2020年） - プロデューサー
- 『おかえりモネ』（2021年） - プロデューサー[8]
- 『ちむどんどん』（2022年） - プロデューサー[13]
- 『鎌倉殿の13人』（2022年） - プロデューサー[7]
- 『どうする家康』（2023年） - プロデューサー[14]
- 『光る君へ』（2024年） - プロデューサー[15]
- 『あんぱん』（2025年） - プロデューサー[16][17]
- 『風、薫る』（2026年） - プロデューサー[18]

## 出演

### イベント
- 福島市主催「朝ドラ波及効果リレー講演会」（2019年11月15日）- パネラー[19]
- 気仙沼市主催「連続テレビ小説『おかえりモネ』気仙沼プロジェクト 公開シンポジウム」（2020年10月2日）- パネラー[20]
- 浜松市主催「大河ドラマ『どうする家康』制作担当者を迎えて」（2022年8月6日）- パネラー[21]
- 北海道新聞社主催「どさんこしまんちゅフォーラム 2023 in 札幌」（2023年3月10日）- ゲスト出演[22]

ほか多数